# 无盐县
无盐县，中国古县名，位於今中國山东省东平县东部无盐村附近的无盐故城。
战国时期，齐国将被吞併的鄣国、宿国置为无盐邑。秦朝置无盐县，属薛郡。汉朝，无盐县先后属梁国、济东国、大河郡，后来属东平国至东晋改东平国为东平郡。南北朝时期，北齐将无盐县并入须昌县。至此，无盐结束了作为县级以上地名的历史。
因战国时期鍾離春来自这里，人们也称她为无盐。
「無鹽」這名稱有可能跟「無錫」、「無閭」一樣，是一個源於东夷语的地名。